# Soriano
Soriano Soriano là một bộ của Uruguay, giáp biên giới với tỉnh Entre Ríos của Argentina. Bộ này có diện tích
9.008 km², dân số là 84.563 người. Lỵ sở đóng ở Mercedes.

## Thông tin dân số
Theo điều tra dân số năm 2004, có 84.563 người và 26.105 hộ trong bộ này. Số người bình quân mỗi hộ là 3,2. Cứ mỗi 100 nữ giới, có 98,4 nam giới.
- Tỷ lệ tăng dân số: 0,062% (2004)
- Tỷ lệ sinh: 17,65 số người được sinh/1000 người (2004)
- Tỷ lệ tử vong: 9,62 số người chết/1000 người
- Tuổi bình quân: 31,3 (30,4 nam giới, 32,2 nữ giới)
- Tuổi thọ bình quân(2004):

- Tỷ lệ con/bà mẹ: 2,60 con/bà mẹ
- Thu nhập đầu người ở thành thị (các thành phố có 5.000 người hoặc hơn): 4.484,8 peso/tháng

### Các trung tâm đô thị chính
(Các thị xã hoặc các thành phố với 1000 dân hoặc hơn người đăng ký -  số liệu từ cuộc điều tra dân số năm 2004, trừ phi nêu khác đi)
| Thành phố/Thị xã   | Dân số        |
| ------------------ | ------------- |
| Cardona            | 4.584         |
| Chacras de Dolores | 2.337 (1996)  |
| Dolores            | 14.764        |
| José Enrique Rodo  | 1.853 (1996)  |
| Mercedes           | 39.320 (1996) |
| Palmitas           | 1.774 (1996)  |
| Villa Soriano      | 1.074 (1996)  |

Bản mẫu:Departments of Uruguay